# Idiophthalma
Idiophthalma es un género de arañas migalomorfas de la familia Barychelidae. Se encuentra en Sudamérica.

## Lista de especies
Según The World Spider Catalog 11.5:
- Idiophthalma amazonica Simon, 1889
- Idiophthalma ecuadorensis Berland, 1913
- Idiophthalma pantherina Simon, 1889
- Idiophthalma robusta Simon, 1889
- Idiophthalma suspecta O. Pickard-Cambridge, 1877